# Romeo (Colorado)
Pour les articles homonymes, voir Romeo.
Romeo est une ville américaine située dans le comté de Conejos dans le Colorado.
Selon le recensement de 2010, Romeo compte 404 habitants. La municipalité s'étend sur 0,23 milles carrés (0,6 km2).
D'abord appelée Sunflower (« tournesol ») puis Romero, en l'honneur de son fondateur, la ville adopte finalement le nom de Romeo pour se différencier d'autres localités portant le même nom.

## Démographie
| 1930 | 1940 | 1950 | 1960 | 1970 | 1980 |
| ---- | ---- | ---- | ---- | ---- | ---- |
| 188  | 392  | 404  | 339  | 352  | 308  |

| 1990 | 2000 | 2010 | - | - | - |
| ---- | ---- | ---- | - | - | - |
| 341  | 375  | 404  | - | - | - |